# Lionel Ferro

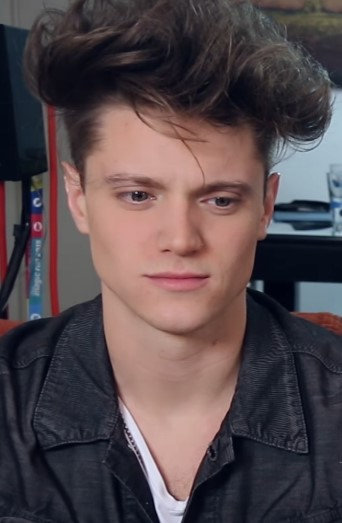
Lionel Ferro, 2016

Lionel Axel Ferro (* 26. April 1995 in Córdoba, Argentinien) ist ein argentinischer Schauspieler, Sänger und YouTuber. International bekannt wurde Ferro durch die Rolle des Nicolás „Nico“ Navarro in der Disney Channel-Telenovela Soy Luna, die er zwischen 2016 und 2019 verkörperte.

## Leben

### Karriere
Auf seinem eigenen YouTube-Kanal verkörperte er ab 2014 die Figur El de Crepúsculo, eine Anspielung auf die Filmreihe Twilight. In seinen Videos waren unter anderem schon Joey Montana, Karol Sevilla, Agustín Bernasconi, Samuel Nascimento, Ruggero Pasquarelli und Mica Suarez zu sehen. Im Sommer 2015 wurde bekannt, dass Ferro Teil des Hauptcasts der Disney-Channel-Telenovela Soy Luna sein wird. In der Serie verkörperte er drei Jahre lang Nicolás „Nico“ Navarro.
2021 nahm Ferro an der argentinischen Version von Let’s Dance, Bailando teil, welche im Rahmenprogramm Showmatch ausgestrahlt wurde. Ursprünglich war er bereits 2020 für die Sendung vorgesehen, die Staffel wurde jedoch aufgrund der Corona-Pandemie gestrichen. Ebenfalls im Jahr 2021 war Ferro Teil des Casts der achtteiligen Webserie Abejas, el arte del engaño, die vom Sender Flow produziert wurde. Ferro übernimmt dabei die Rolle des Alejo Chaves. 2023 ist er als Teilnehmer der Reality-Show The Challenge Argentina: El Desafío zu sehen, die auf dem Fernsehsender Telefe ausgestrahlt wird.

### Privates
Ferro, gebürtig aus Córdoba wuchs bei seinen Großeltern in Capilla del Monte auf, nachdem seine Mutter mit ihrem Mann nach Maryland zieht. Zu diesem Zeitpunkt war er zwölf Jahre alt. Als erstes Instrument erlernte er die Gitarre. Im Alter von 17 Jahren zog Ferro nach Buenos Aires, um Schauspieler zu werden. Vor Ort kontaktierte er erstmals seinen leiblichen Vater, den er zuvor nur zwei Mal persönlich sah (im Alter von fünf und 14 Jahren). Die beiden haben jedoch keinen weiteren Kontakt. Ferro hat eine Schwester, Sasha Ferro, auch die beiden haben keinen weiteren Kontakt. Ferro ist mit der Schauspielerin und dem Model Amira Chediak zusammen, 2018 machte er ihr einen Heiratsantrag. Gemeinsam haben die beiden, die sich 2016 kennenlernten, zwei Kinder, eine Tochter namens Roma (* 25. Juni 2019) und einen Sohn namens Donato (* 17. Dezember 2021).

## Filmografie
- 2016–2019: Soy Luna (Fernsehserie)
- 2021: Abejas, el arte del engaño (Webserie)